# Melitulias leucographa
Melitulias leucographa là một loài bướm đêm trong họ Geometridae.